# لورانس داي
لورانس داي هو لاعب شطرنج كندي، ولد في 1 فبراير 1949 في كيتشنر في كندا.

## وصلات خارجية
- لورانس داي على موقع الاتحاد الدولي للشطرنج (الإنجليزية)
- لورانس داي على موقع مباريات الشطرنج (الإنجليزية)
- لورانس داي على موقع 365Chess.com (الإنجليزية)
- لورانس داي على موقع Chesstempo.com (الإنجليزية)
- لورانس داي سجل أولمبياد الشطرنج على موقع OlimpBase.org (الإنجليزية)